# The Essential Mike Oldfield
The Essential Mike Oldfield (někdy též The Essential Live) je videozáznam z koncertu britského multiinstrumentalisty Mika Oldfielda. Video bylo vydáno na VHS a laserdiscu v roce 1980.
Tento Oldfieldův koncert se konal 21. června 1980 v Knebworthu (Anglie) v rámci známého festivalu. Skladby nahrané živě jsou proloženy rozhovory s Oldfieldem v jeho hudebním studiu.

## Seznam skladeb
1. Beginning
2. Interview (part 1)
3. „Guilty“ (Oldfield)
4. Interview (part 2)
5. „Tubular Bells Part One“ (Oldfield)
6. Interview (part 3)
7. „Tubular Bells Part Two“ (Oldfield)
8. Interview (part 4)
9. „Ommadawn Part One“ (Oldfield)
10. End credits